# Dorfkirche Döllnitz

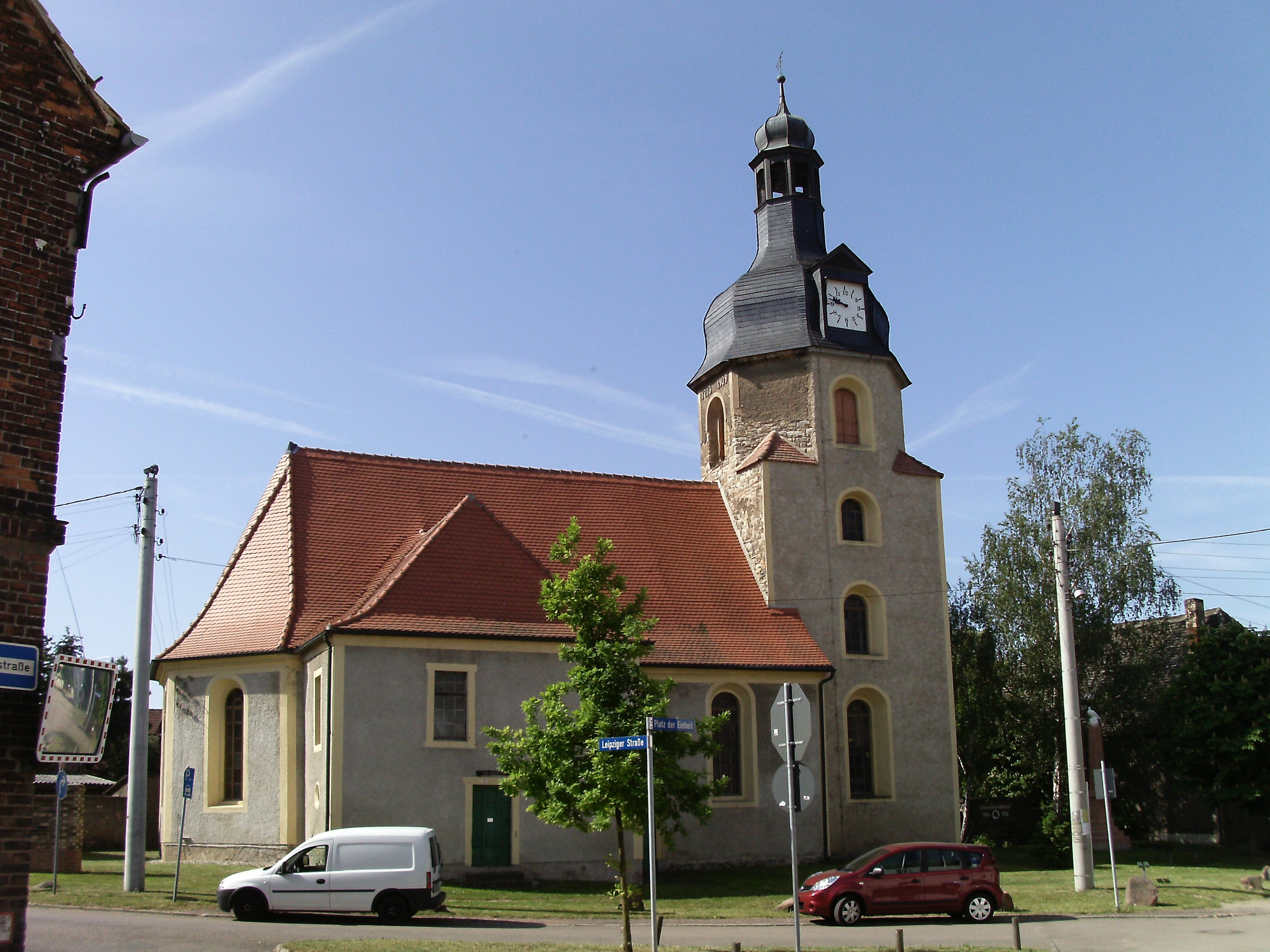
St. Vitus zu Döllnitz, 2012

Die Dorfkirche St. Vitus Döllnitz ist eine denkmalgeschützte Kirche im Ortsteil Döllnitz der Gemeinde Schkopau in Sachsen-Anhalt. Im örtlichen Denkmalverzeichnis ist sie unter der Erfassungsnummer 094 55153 als Baudenkmal verzeichnet. Sie gehört innerhalb des Pfarrbereichs Dieskau im Kirchengemeindeverband Elsteraue-Kabelsketal zum Kirchenkreis Halle-Saalkreis der Evangelischen Kirche in Mitteldeutschland.

## Architektur und Ausstattung
Der Grundstein der Kirche, die dem heiligen Vitus geweiht ist, wurde am 12. September 1712 am Rande des Dorfplatzes von Döllnitz bei Halle (Saale) gelegt, ihre Errichtung mit dem Aufsetzen der Turmhaube am 29. Juli 1715 weitgehend abgeschlossen. Eine Restaurierung der Kirche erfolgte im Jahr 1909. 
Es handelt sich um einen schlichten barocken Bau mit einem städtebaulich wirksamen, haubenbekrönten Turm. Das Kirchenschiff verfügt über Abmessungen von ca. 17,3 mal 8,6 Meter. Der Turm mit den Ausmaßen von 6 mal 7 Metern, der bis zum Kirchendach auf rechteckigem Grundriss ausgeführt ist, geht anschließend in ein achteckiges Geschoss über und schließt mit einer Schweifhaube ab. Neben dem seitlichen Eingang zur Kirche wurde ein Anbau als Grablege der Stifter errichtet. Ein weiterer Eingang befindet sich am Turm.
Die Kirche hat ein Tonnengewölbe, das mit Gemälden der Himmelfahrt Christi geschmückt ist, die teilweise direkt auf dem Holz der Gewölbedecke und zum Teil auf einer Putzgrundlage geschaffen wurden. 
Die barocke Innenausstattung ist geschlossen erhalten geblieben. Zu ihr gehört ein um 1720 entstandener geschnitzter Kanzelaltar an der Ostseite, eine hufeisenförmige hölzerne Empore und eine ebenfalls hölzerne Patronatsloge, die man über den Anbau an der Nordseite erreicht. Hinter dem Altar befindet sich die Sakristei. Die Empore ist mit 30 gemalten Szenen aus dem Alten und dem Neuen Testament geschmückt. 
Die Orgel ist auf Ebene der Empore in den zum Kirchenschiff geöffneten Turm eingebaut.
Vor dem Altar befindet sich das Grab der Reichsgräfin Helene Christiane Truchseß von Waldburg (1706–1776), die 1743, nach dem Tod ihres ersten Mannes, Philipp Friedrich Krug von Nidda, das Rittergut Döllnitz erwarb.

## Orgel
Die heutige Orgel wurde 1890 durch Wilhelm Rühlmann aus Zörbig mit einem neuen Gehäuse errichtet. Das Instrument besitzt vierzehn klingende Stimmen. Gegenwärtig ist die Orgel nicht spielbar und stark verschmutzt, durch den Zustand der Kirche auch bedroht. Eine Sanierung des Werkes ist geplant.

## Glocken
Im Turmoktogon hängen heute drei Glocken in einem Stahlglockenstuhl. 1917 mussten zwei Glocken zu Kriegszwecken abgegeben werden, die in den 1920er Jahren ersetzt und 1942 erneut abgegeben werden mussten. Die kleinste Glocke, 1881 durch die Gießerei Jauck in Leipzig geschaffen, blieb erhalten. 1956 wurden von der Gießerei Schilling & Lattermann zwei neue Eisenglocken geschaffen. Das Geläut wird elektrisch betrieben, die große Glocke ist stillgelegt. Die Tonfolge ist heute e′ – a′ – h′.